# Mortal Kombat: Armageddon
Mortal Kombat: Armageddon é um jogo eletrônico de luta de 2006 desenvolvido e publicado pela Midway. É a sétima edição principal da franquia Mortal Kombat, sendo uma sequência de Mortal Kombat: Deception de 2004. As versões para PlayStation 2 e Xbox foram lançadas em outubro de 2006, com uma versão para Wii lançada em 29 de maio de 2007 na América do Norte. A versão de Xbox não foi lançada em territórios PAL.
Cronologicamente, é o capítulo final do enredo original de Mortal Kombat, apresentando praticamente todos os personagens dos jogos anteriores. No tradicional modo Arcade, os jogadores selecionam um deles e lutam contra uma seleção dos outros lutadores com o objetivo de derrotar um ser elemental de fogo chamado Blaze, para então determinar o destino do universo da série.
A jogabilidade mantém muitos dos mesmos elementos dos títulos anteriores de Mortal Kombat: Deadly Alliance e Mortal Kombat: Deception, incluindo vários estilos de luta dos personagens. Em vez dos Fatalities prescritos dos jogos anteriores, os jogadores agora podem criar seu próprio Fatality a partir de uma série de ataques sangrentos. Eles também podem criar um personagem personalizado usando o modo "Kreate-A-Fighter". O jogo também inclui o modo Konquest baseado em um jogo de aventura apresentado em seu antecessor, agora escalando o jogador como um guerreiro de Edenia chamado Taven, que deve derrotar seu irmão Daegon. O modo Konquest agora também apresenta elementos de beat 'em up. Sucedendo os minijogos "Puzzle Kombat" e "Chess Kombat" de seu antecessor, está "Motor Kombat", um jogo de corrida em miniatura influenciado por Mario Kart.
O jogo foi bem recebido, principalmente pelo grande número de personagens jogáveis, modo Konquest e o minijogo "Motor Kombat". No entanto, os críticos criticaram o uso do mesmo motor gráfico dos dois jogos anteriores, bem como os estilos de jogo semelhantes entre os personagens. A reação ao recurso "Fatality personalizado" do jogo também foi mista.
Mortal Kombat: Armageddon é o jogo final da série para os consoles de sexta geração e o primeiro para consoles de sétima geração com seu lançamento para o Wii. O próximo jogo da série, o título crossover Mortal Kombat vs. DC Universe, foi lançado exclusivamente para consoles de sétima geração. O enredo principal da série foi posteriormente revisitado no reboot Mortal Kombat de 2011, a primeira produção da recém-formada NetherRealm Studios.

## Jogabilidade

### Sistema de luta
Cada personagem possui dois estilos de luta (ao invés dos três anteriormente disponíveis em Deadly Alliance e Deception), um corpo a corpo e uma arma. Alguns dos chefes maiores, como Onaga, têm apenas um estilo de luta disponível. Outros personagens, como Smoke e Mokap, não possuem um estilo de arma, mas um segundo estilo desarmado. Armageddon também apresenta dois novos sistemas de combate: o sistema de combo "Air Kombat", que é semelhante ao "Air Combo" da série Marvel vs. Capcom e também foi mostrado pela primeira vez no jogo spin-off Mortal Kombat: Shaolin Monks; e um sistema de combo breaker.
Outra novidade da série é a capacidade de criar um Fatality. Essas fatalidades personalizadas são uma série constante de comandos que os jogadores inserem até que a fatalidade termine. Este método de executar Fatalities substitui os Fatalities específicos do personagem dos jogos anteriores, onde os jogadores simplesmente digitam uma comando e visualizam o Fatality cinematicamente. À medida que o jogador adiciona cada comando, menos tempo é permitido para novos comandos e alguns movimentos não podem ser repetidos. Existem onze níveis que podem ser alcançados com "Kreate a Fatality", sendo o mais baixo um Fatality básico e o mais alto um "Ultimate Fatality". Quanto maior o número de comandos para o Fatality, mais moedas (a moeda do jogo) são dadas ao jogador.

### Konquest
O modo Konquest em Armageddon é uma combinação do mesmo modo visto em Deception com elementos emprestados do título spin-off Mortal Kombat: Shaolin Monks. O enredo gira em torno de Taven e Daegon, dois irmãos que foram colocados em hibernação suspensa porque sua mãe Delia (uma feiticeira) e seu pai Argus (o deus protetor de Edenia) previram um evento cataclísmico causado pelos lutadores do Mortal Kombat. O despertar de Taven leva ao modo Konquest.
Taven é o herói principal que o jogador controla em Konquest, enquanto Daegon, seu irmão, é o principal antagonista, conspirando com vilões como Shinnok e o Red Dragon Clan para destruir seu irmão e o ser de fogo Blaze para atingir a divindade total para si mesmo. Certas armas estão disponíveis às vezes no modo Konquest, que parecem muito similares com as encontradas em Shaolin Monks. Várias relíquias podem ser coletadas ao longo deste modo. O Konquest desbloqueia os trajes alternativos dos personagens e outras recompensas no resto do jogo, enquanto a conclusão completa do Konquest desbloqueia Taven para o modo arcade tradicional. Meat, Daegon e Blaze podem ser desbloqueados coletando relíquias suficientes.

### Kreate-A-Fighter
Além da escolha de mais de 60 personagens, Armageddon oferece aos jogadores a capacidade de criar, projetar e usar novos lutadores no jogo. Do número de opções, existem potencialmente milhares de diferentes combinações disponíveis.
Os jogadores podem dar ao seu personagem um estilo único de roupa e luta, alterando sua postura/animação de pose de vitória e atribuindo ataques diferentes aos botões em seu controlador. Há uma variedade de espadas e machados (as únicas armas disponíveis) e movimentos especiais para escolher. A maioria dos movimentos e itens de fantasia precisam ser comprados com "Koins" ganhos nos outros modos do jogo, embora alguns movimentos e itens estejam disponíveis gratuitamente desde o início. Os lutadores também podem escrever seu próprio enredo e biografia. Se um jogador usar sua criação para terminar um jogo arcade para um jogador, ele verá o final que o jogador escreveu para ele. Os personagens criados também podem ser usados em partidas de multiplayer online, usando a capacidade online do PlayStation 2 ou Xbox Live, embora atualmente o serviço online para ambas as versões tenha sido encerrado. O final que o jogo mostra é o mesmo texto que o jogador insere como a biografia do lutador.

### Motor Kombat
O minijogo em Mortal Kombat: Armageddon é chamado de "Motor Kombat". Fiel ao nome, Ed Boon o comparou a Mario Kart na edição de setembro de 2006 da Official Xbox Magazine. Cada um dos personagens tem um kart customizado, assim como seus próprios movimentos especiais. Os personagens de Motor Kombat mantêm seu estilo caricatural "super deformado" que foi introduzido no modo "Puzzle Kombat" de Mortal Kombat: Deception. Também inclui fatalidades baseadas em estilo para personagens e armadilhas mortais. Os carros são baseados na aparência e personalidade dos personagens; por exemplo, o carro de Baraka tem lâminas no pára-choque dianteiro como uma homenagem às lâminas de seu antebraço e o carro de Scorpion é movido por uma caveira que cospe fogo como uma homenagem ao seu Fatality "Toasty".
O Motor Kombat apresenta jogo online, bem como suporte offline para até quatro jogadores (dois jogadores na versão PS2) com tela dividida. No jogo, os jogadores podem jogar seus oponentes em várias armadilhas mortais nos cursos, como rolos, pedras, trituradores, cavernas de neve escorregadias cheias de estalagmites e poços sem fim. A lista de personagens para Motor Kombat é Scorpion, Sub-Zero, Bo' Rai Cho, Jax, Baraka, Raiden, Kitana, Mileena, Cyrax e Johnny Cage.

## Sinopse
Em Edenia, a feiticeira Delia tem uma visão do futuro onde as forças do bem e do mal se envolverão em uma batalha final do Mortal Kombat que será tão numerosa em poder que ameaça acabar com todos os reinos. Em um esforço para poupar os Reinos, o marido de Delia, Argus, um Elder God (Deus Ancião), constrói uma pirâmide onde a batalha acontecerá e coloca seus filhos, Taven e Daegon, em estados de hibernação em cavernas. Delia instrui seu ser de fogo elemental, Blaze, a sinalizar seus dragões Caro e Orin para despertá-los pouco antes do início da batalha final.
Ao longo do universo Mortal Kombat, os combatentes dos reinos estavam ficando muito fortes e numerosos para os reinos lidarem. Os poderes dos guerreiros ameaçam destruir totalmente a existência do universo. Esses guerreiros se enfrentaram em uma única batalha entre a luz e a escuridão, que ameaçou destruir a realidade e provocar o apocalipse. Sem aviso, uma pirâmide ergue-se do solo, e a ponta explode em chamas, atraindo a curiosidade dos guerreiros. Os combatentes lutaram entre si para chegar ao topo, enquanto um ser de fogo Blaze se revelava a eles. O ser foi criado para destruir tantos lutadores quanto possível para salvar os reinos do Armagedom. Esta seria a última batalha dos guerreiros, sua última chance de provar que são dignos de sobreviver, enquanto muitos outros perecerão. Esta foi a batalha final de Mortal Kombat, a batalha que determinou o destino dos reinos.

## Personagens
As versões de PlayStation 2 e Xbox de Armageddon contêm 62 lutadores (bem como dois slots extras para personagens criados pelo usuário), mais do que qualquer Mortal Kombat até hoje. Apenas dois personagens, Daegon e Taven, são novos na série, enquanto Sareena faz sua estreia jogável em consoles não portáteis, e Meat faz sua estreia como um personagem legítimo. A versão Wii contém todos os personagens originais de ambas as versões originais, bem como a personagem exclusiva Khameleon do porte Nintendo 64 de Mortal Kombat Trilogy, aumentando a lista para 63.
| - Ashrah - Baraka - Blaze - Bo' Rai Cho - Chameleon - Cyrax - Daegon - Dairou - Darrius - Drahmin - Ermac - Frost - Fujin - Goro - Havik - Hotaru | - Hsu Hao - Jade - Jarek - Jax - Johnny Cage - Kabal - Kai - Kano - Kenshi - Khameleon - Kintaro - Kira - Kitana - Kobra - Kung Lao - Li Mei | - Liu Kang - Mavado - Meat - Mileena - Mokap - Moloch - Motaro - Nightwolf - Nitara - Noob Saibot - Onaga - Quan Chi - Raiden - Rain - Reiko - Reptile | - Sareena - Scorpion - Sektor - Shang Tsung - Shao Kahn - Sheeva - Shinnok - Shujinko - Sindel - Smoke - Sonya Blade - Stryker - Sub-Zero - Tanya - Taven |

## Desenvolvimento
Mortal Kombat: Armageddon contém todos os lutadores jogáveis dos seis principais jogos de luta da franquia e suas versões atualizadas, sem contar os jogos de aventura como Special Forces e Shaolin Monks. Khameleon, uma personagem secreta da versão Nintendo 64 de Mortal Kombat Trilogy (não confundir com o Chameleon masculino) estava ausente das versões PlayStation 2 e Xbox de Armageddon, mas foi adicionado à lista de personagens da versão Wii.
O recurso "Krypt" no modo de história do jogo incluía um vídeo conceitual não utilizado da biografia de Ermac de MK: Deception, que deveria ser a primeira de uma série de biografias animadas, mas nenhuma outra foi criada. Apenas dezessete personagens no total em Armageddon receberam biografias oficiais de imagens estáticas.

## Lançamento
A versão para PlayStation 2 foi lançada nas lojas em 9 de outubro de 2006, enquanto a versão para Xbox foi lançada em 16 de outubro, com uma versão para Wii lançada em 29 de maio de 2007 na América do Norte. A versão de Xbox não foi lançada em territórios PAL. Posteriormente, foi lançado como parte de Mortal Kombat Kollection em 29 de setembro de 2008 para o PlayStation 2.
Uma edição "Premium" foi lançada na América do Norte para o PlayStation 2, apresentando o seguinte conteúdo em uma caixa de steelbook: um DVD bônus de 60 minutos com um documentário "History of Fatalities" e novos vídeos para mais de 50 personagens, um cel de animação da arte da capa autografada pelo co-criador Ed Boon, e uma versão arcade de Ultimate Mortal Kombat 3 incluída no disco principal. Existem quatro variações de design de embalagem, algumas exclusivas para certas lojas com diferentes conjuntos de personagens ou o emblema do dragão Mortal Kombat.
A versão Wii do Armageddon tem um novo sistema de controle baseado em movimento, juntamente com a compatibilidade com os controladores clássicos e GameCube. Ele tem um novo modo de resistência, um modo de treinamento do Wii Remote, novas telas de menu e Khameleon como personagem jogável. No entanto, esta versão não possui recursos online.

## Recepção
A recepção de Mortal Kombat: Armageddon foi geralmente favorável. O jogo era frequentemente elogiado por incluir uma lista completa de personagens; a IGN afirmou que "a inclusão de 62 guerreiros no total é uma conquista enorme", enquanto a Game Informer disse que "nada realmente chega perto do que a Midway reuniu aqui." A GameSpot elogiou o modo Konquest, "que foi um ponto tão baixo de MK: Deception, como uma das forças relativas de MK: Armageddon".
A recepção ao recurso "Kreate-A-Fatality" foi mista. Enquanto a GameSpot o chamou de "um substituto decepcionante para os clássicos", a IGN notou que não ter definido fatalidades adicionou variedade à jogabilidade. A recepção ao modo "Kreate-A-Fighter" também foi mista, onde alguns notaram limitações ainda com outros como GameSpy dizendo que "não viam uma ferramenta de criação de personagem tão robusta desde City of Heroes.
O motor do jogo foi criticado por ter sido construído inteiramente sobre os títulos 3D anteriores do Mortal Kombat. A PSM chegou a dizer que o sistema não era inovador. Embora muitas das falhas de jogabilidade em Mortal Kombat: Deception tenham sido corrigidas (falta de um jogo de despertar que permite ataques 50/50 ao derrubar um oponente e o sistema de salto lento, que impede os jogadores de saltar sobre a maioria dos projéteis, combos), novas falhas surgem com os novos sistemas "Air Kombat" e "Parry". A Eurogamer observou que, apesar da grande escolha de personagens, "muito desse número é composto pelo grande número de personagens clones e genéricos" e que "muitos personagens se parecem e agem da mesma forma".
O jogo ganhou o prêmio de "Melhor Jogo de Luta" no Spike Video Game Awards em 2006. A IGN o nomeou o Melhor Jogo de Luta para PS2. A Official Xbox Magazine colocou Armageddon como o "Jogo Xbox do Ano" em uma edição de 2006. A Gaming Target colocou o jogo em sua seleção "52 jogos que ainda estaremos jogando de 2006".